# The Castaways (film, 1910)
Pour plus de détails, voir Fiche technique et Distribution.
The Castaways est un film américain réalisé par Sidney Olcott, sorti en 1910, avec Gene Gauntier dans le rôle principal.

## Fiche technique
- Titre original : The Castaways
- Réalisateur : Sidney Olcott
- Photographie : Knute Rahmn
- Société de production : Kalem Company
- Pays d'origine : États-Unis
- Longueur : 975 pieds
- Date de sortie :
  - États-Unis : 3 juin 1910 (New York)

## Distribution
- Gene Gauntier